# Dragon Rouge
Dragon Rouge (fr. Czerwony Smok, pełna nazwa: Dragon Rouge: Ordo Draconis et Atri Adamantis) – nordycki zakon założony przez Thomasa Karlssona w święto Nowego Roku 1989–1990 w Szwecji zajmujący się czarną magią, okultyzmem, ścieżką lewej ręki.

## Tło praktyki
Praktyka Dragon Rouge czerpie z wielu źródeł, zarówno mających korzenie w klasycznym okultyzmie, jak i w praktykach inspirowanych wierzeniami starożytnymi (Egipt, Mezopotamia) czy częściowo mitologią nordycką i ezoterycznymi interpretacjami run. Wykorzystywana jest także kabała, a właściwie jej odmienna część związana z sitra achra i kelipotami (ang. qlippoth) (przeciwieństwo sefirot, ucieleśnienie mrocznych sił). Innymi praktykami i koncepcjami, jakie wykorzystują członkowie Dragon Rouge są tantra, praktyki związane z kundalini, goecja czy szeroko pojęta czarna magia. W magii dotyczącej kelipot jako ścieżki rozwoju duchowego istotnymi postaciami są Lilith i Samael, postrzegani niejako jako przeciwieństwo Adama i Ewy.
Ponadto ważna jest tzw. magia drakońska, wiążąca się z tradycjami dotyczącymi istot o smoczym wizerunku, mocy reprezentowanych przez smoki i związanych z nimi kulturowo sił.
Wykorzystywanymi tekstami są m.in. Testament Salomona, Większy Klucz Salomona, Lemegeton, oraz Le Dragon Rouge (grymuar z XV lub XVI wieku). Oprócz tego używany jest Necronomicon, dzieło fikcyjne związane z uniwersum H.P. Lovecrafta, przez część okultystów jednak traktowane jako prawdziwa inspiracja (np. przez praktyków magii chaosu).
Polska strona Loży Magan (oddziału Dragon Rouge) jako rekomendowane lektury wymianiała m.in. niektóre dzieła Kennetha Granta, Juliusa Evoli, Thomasa Karlssona (założyciela zakonu), Carlosa Castanedy, Petera J. Carrolla, C. G. Junga, czy też filozofię Heraklita, Platona i Fryderyka Nietzsche.

## Organizacja
Zakon posiada trzy części:
- część zewnętrzna,
- część wewnętrzna (zawierająca 11 stopni wtajemniczenia),
- krąg wewnętrzny[7].

## W Polsce
Polskim oddziałem Dragon Rouge była Loża Magan. Jej nazwa została zapożyczona od sumeryjskiej nazwy Egiptu bądź Arabii. Jako główne aspekty praktyki polskiej loży wymieniono Necronomicon, kult Tiamat i istot o podobnych cechach opisywanych w innym kulturach, a także w fikcji (Lewiatan, Dagon, Cthulhu), kult Lilith czy Kali i Hekate jako uosobień tzw. Bogini Ciemności.
Ośrodek wydawał swój magazyn o nazwie Smocza Krew; tematami numerów była praktyka Dragon Rouge oraz tradycje, z jakich czerpie (m.in. ścieżka lewej ręki, ezoteryczne tradycje starożytnego Egiptu i Mezopotamii) bądź inspirowane nimi, goecja i inne tradycje oparte na różnych ścieżkach okultyzmu bądź historycznych religii i filozofii.
W styczniu 2009 w Loży Magan wydzieliła się grupa o nazwie XUL, opisywana jako inicjatywa niektórych członków niezwiązana z Dragon Rouge. Wiele praktyk było zbliżonych do pierwotnej organizacji. Nazwa miała być przeciwieństwem słowa lux (łac. światło).
Lożę założyła okultystka znana jako Asenath Mason, obecnie prowadząca własną działalność i związana z organizacją Temple of Ascending Flame. Również ona była związana z powstaniem XUL.

## Smocza Krew
Od początku powstania Loży Magan jednym z jej projektów było publikowanie Smoczej Krwi. Łącznie ukazało się osiem numerów:
- Smocza Krew nr 0: Wprowadzenie do filozofii Ścieżki Lewej Ręki
- Smocza Krew nr 1: Bestie wodnej otchłani
- Smocza Krew nr 2: Nekromancja w praktyce
- Smocza Krew nr 3: Ciemna strona czarostwa
- Smocza Krew nr 4: Magia egipska
- Smocza Krew nr 5: Adwersarz
- Smocza Krew nr 6: Lilith
- Smocza Krew nr 7: Samael